# Símbol electrònic

Símbols comuns del diagrama de circuits (símbols ANSI dels EUA)

Un símbol electrònic és un pictograma utilitzat per representar diversos dispositius elèctrics i electrònics o funcions, com ara cables, bateries, resistències i transistors, en un diagrama esquemàtic d'un circuit elèctric o electrònic. Aquests símbols estan àmpliament estandarditzats a nivell internacional avui dia, però poden variar d'un país a un altre, o d'una disciplina d'enginyeria, en funció de les convencions tradicionals.

## Normes per a símbols
Els símbols gràfics utilitzats per als components elèctrics als esquemes de circuits estan coberts per les normes nacionals i internacionals, en particular:
- IEC 60617 (també coneguda com BS 3939).
- També hi ha IEC 61131-3 - per a símbols lògics d'escala.
- JIC Símbols JIC (Joint Industrial Council) aprovats i adoptats per la NMTBA (National Machine Tool Builders Association). S'han extret de l'Apèndix de l'Especificació NMTBA EGPl-1967.
- ANSI Y32.2-1975 (també conegut com a IEEE Std 315-1975 o CSA Z99-1975).
- IEEE Std 91/91a: símbols gràfics per a funcions lògiques (utilitzats en electrònica digital). Es fa referència a ANSI Y32.2/IEEE Std 315.
- Estàndard australià AS 1102 (basat en una versió lleugerament modificada de l'IEC 60617; retirat sense substitució amb una recomanació d'utilitzar IEC 60617).

El nombre d'estàndards condueix a confusió i errors. L'ús de símbols és de vegades exclusiu de les disciplines d'enginyeria, i existeixen variacions nacionals o locals dels estàndards internacionals. Per exemple, els símbols d'il·luminació i potència utilitzats com a part dels dibuixos arquitectònics poden ser diferents dels símbols dels dispositius utilitzats en electrònica.